# ドッグファイト

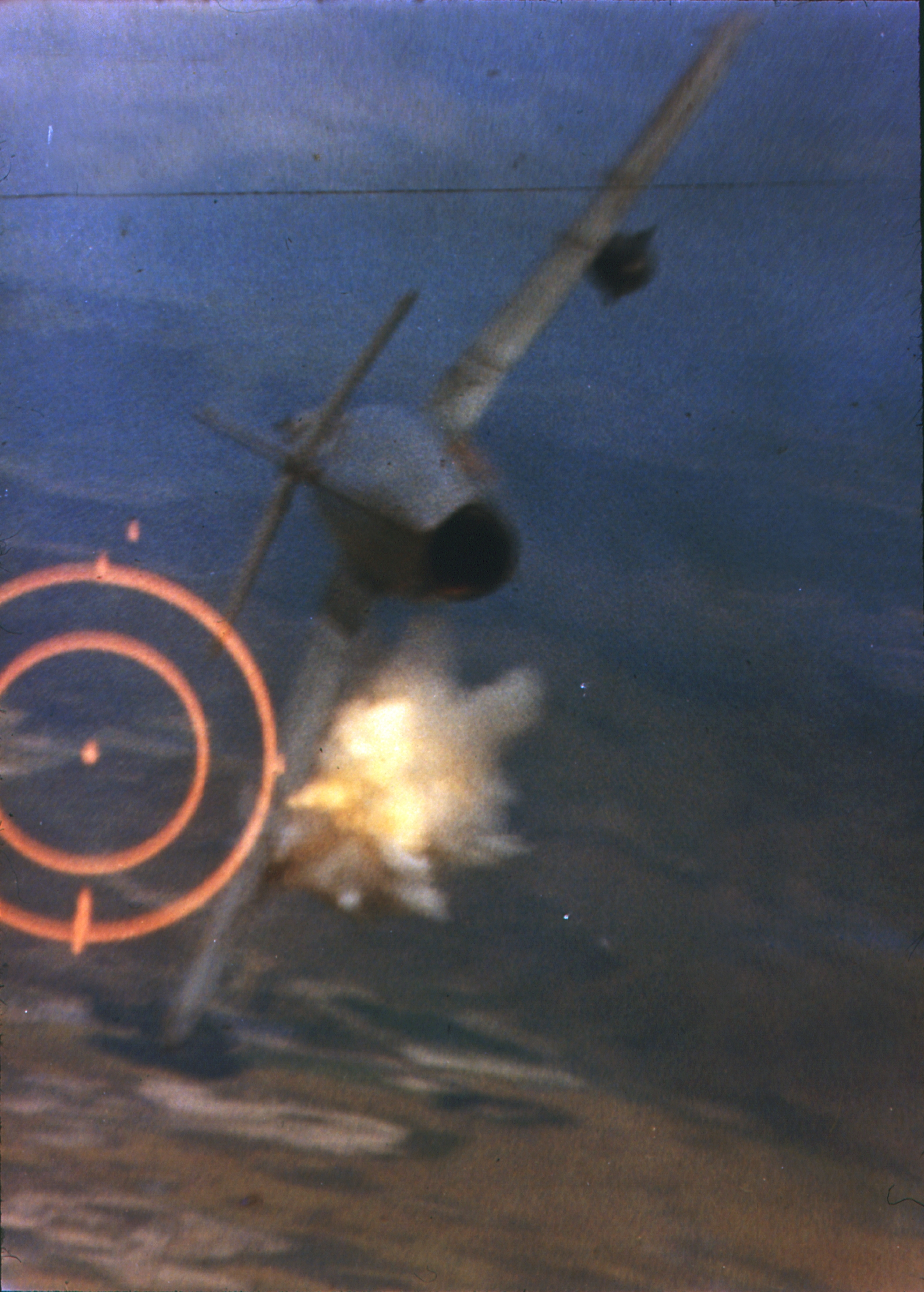
ドッグファイト

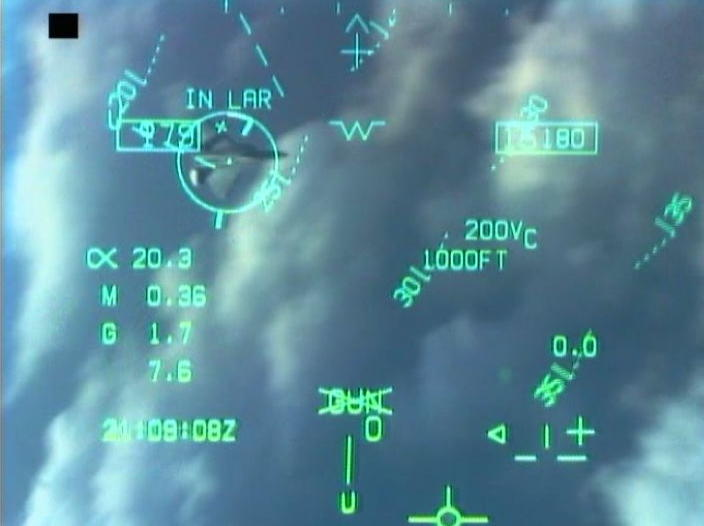
F/A-18のHUDに映し出されたドッグファイトの様子

ドッグファイト（英: dogfight）、または格闘戦とは、航空戦において、戦闘機同士が互いに機関銃・機関砲または短射程空対空ミサイルの射界に相手を捉えるために機動しながら行う空中戦闘。ドッグファイトの呼称は、戦闘機の近接戦闘では相手を追尾する態勢が有利であり、その姿が犬同士が尻尾を追いかけ合う姿に似ていることに由来する。
ドッグファイトでは、ブレイク、スパイラルダイブ、インメルマンターン、ハイスピードヨーヨー、バレルロールアタック、ロースピードヨーヨーなど様々なマニューバが利用される。ドッグファイトには軽戦闘機（格闘性能の比較的高い機体）が向いている。
航空機の能力が低かった時代には水平面で互いに敵機の後方に付いて有利な位置から射撃しようとする「巴戦」が流行したが、航空機の能力が向上すると高度差を生かした鉛直面での空戦が主流になった。

## 歴史
第一次世界大戦前は航空機は戦闘力を持たず敵地偵察に使われただけであった。最初期は、お互いに攻撃手段を持たず、敵偵察機に対しては攻撃せずにそのまますれ違ったり、お互い手を振って挨拶することもあった。しかし、航空偵察の効果が上がり始めると、敵偵察機の行動は妨害する必要性が出てきた。最初は持ち合わせていた工具を投げつけたのが始まりとされている。やがて煉瓦や石を投げ合い始め、拳銃や猟銃を使い始めた。
フランス空軍のローラン・ギャロスが1915年にモラーヌ・ソルニエ Lの中心線に固定銃を装備したことに始まり、1915年6月ドイツがフォッカー E.IIIを量産し、プロペラ内固定銃を装備して敵の航空機を撃墜する機体として登場し、この駆逐機（戦闘機）の独立出現で各国が見習うことになる。本格的な空中戦闘はこの機体から始まり、それまでは単一機で飛行機作戦は行われており、任務が偵察→爆撃→空戦と発展して専用機種が生まれ、戦闘機の発達とともに敵機撃墜、航空優勢を獲得する戦法に発展し、空中アクロバット戦が展開されていった。第一次大戦では戦闘機は格闘戦技術尊重が伝統となり撃墜数を競っていたが、飛行機、武器の性能向上と数の増大で編隊や新機種など新しい傾向も生まれてきた。
第一次世界大戦の飛行機の性能では水平面での戦闘が限界で、有名なインメルマンターンと呼ばれたマニューバでさえ大きく高度を稼ぐほどの機動ではなかった。
第二次世界大戦初期まではドッグファイトが主流であり、高い格闘性能を持つ零式艦上戦闘機（日本海軍）などが空戦で優勢だったが、アメリカ軍のように組織的に格闘戦を避けて一撃離脱を行うように指導する国も現れる。零戦とF4F、スピットファイアとBf109のようにドッグファイトと一撃離脱でどちらが有利な空戦に持ち込むかも勝敗に関係してきた。日本海軍のひねりこみやアメリカ軍のダイブアンドズームなどドッグファイトにはさまざまな機動が利用されていた。
アメリカはサッチウィーブと一撃離脱を採用して、零戦との格闘戦を徹底的に避けて、弱点を突くことで戦闘を有利に進めた。またP-38やP-51など速力を重視した戦闘機を投入し、格闘戦に巻き込まれないような戦術をより徹底させていった。
1943年春から秋にかけて北豪ポートダーウィン上空では、欧州戦線でドイツ軍相手に格闘戦で対抗してきたイギリス軍のスピットファイアが零戦と交戦した。P-40、スピットファイアも最高速では零戦に優るが、低速時の運動性、上昇力では負けていると判断し、零戦とのドッグファイトを禁止し、一撃離脱を採用した。しかし、日本海軍側では鈴木實少佐が相手のダイブに注意し深追いしないように部下に徹底し、零戦の得意なドッグファイトに巻き込んで優勢な戦いをしていた。
第二次大戦終結後はジェット戦闘機が登場したもののミサイル技術が未発達であり、空中戦はレシプロ戦闘機と変わらず格闘戦が主体であった。第1世代ジェット戦闘機ではプロペラが無いことを活かし、F-86のように機銃を機首に集中配置する設計が主流となった。
1960年代、F-4ファントム、F-106デルタダートなど機銃を持たない「第3世代」の戦闘機が現れた。しかし実際にはベトナム戦争で接近戦が頻発して、格闘性能、機銃の大切さが再認識された。また、ミサイル万能論による「ミサイル戦では格闘戦は不要」という考えは全くの誤りであり、むしろ当時の赤外線誘導ミサイルは、エンジンの排熱を追うために敵機の背後に回り込む必要があったため、従来よりもドッグファイトが重要視されるものであった。
ベトナム戦争の戦訓から、ミサイルによる視程外戦闘が主流となっても基本的な戦法は古典機からジェット機まで変わらず、ミサイルやコンピューターが発達しても遠距離からのミサイル攻撃で決着がつかない場合が多く、近接戦に移行するとわかったため、ドッグファイトは重要視されており、そのための訓練も必要となる。1970年代アメリカ海軍ではドッグファイトを専門に教育する機関「トップガン」を創設するなど、アメリカ軍もドッグファイト重視の方向に転換した。
朝鮮戦争ではアメリカ軍のF-86と中国人民志願軍のMiG-15による第1世代機による空中戦が発生した。F-86はMiG-15と比べると、加速・上昇・旋回性能のいずれでも劣っていたにもかかわらず、実際の交戦ではF-86のほうが優れた戦果を示した。F-86に搭乗し実戦を経験したジョン・ボイドは経験をもとにして洞察した結果、F-86のコクピットは360度の視界が確保されており、MiG-15に比べると操縦も容易であったため、F-86のパイロットは敵機をより早く発見することができ、より早く対応する行動に移れたからだと考えた。ボイドは最終的に空中戦では操縦士の意思決定速度の差が勝因の差となったと結論づけ、考察を一般化したOODAループへと発展させた。第二次大戦までは友軍からの誤射を避けるためあえて目立つ塗装を施すこともあったが、相手の意思決定を遅らせることが有効とされて以降、様々な迷彩が考案された。
機体の特性としては、格闘戦では互いに目視できるためステルス能力や高性能レーダーはアドバンテージとならず、投影面積の小ささや効果的な迷彩など発見されにくくする要素が重要となる。このためF-22やF-35のような最新鋭のステルス機が模擬空中戦において、小型で機動性の高い練習機に敗北する例が度々発生している。
また、敵のミサイル攻撃をかわすという目的でも、ただ速度を向上させるより、旋回による回避を模索する方が効率的であるという意見が高まり、速度を落としてでも他の性能を確保する傾向になった。速度はF-14、F-15F-16とマッハ2.5以下に止まったのに対し、F-14、F-15はF-4ファントムの旋回半径の半分以下まで小さくなり、より新しい機体ではさらに旋回半径が小さくなっている。
近年ではミサイルの性能が向上し、赤外線誘導ミサイルの射角も広くなり、敵機の背後に回り込む必要は無くなっている。また湾岸戦争・イラク戦争において多国籍軍の戦闘機は、早期警戒機の支援による視程外戦闘によって、イラク軍戦闘機に対してほぼ完勝している。しかしながら有視界戦闘による決着も少ないとは言えず、格闘戦も発生している。湾岸戦争は来たる21世紀の戦闘の主流が視界外戦闘になる事を示したが、同時に視界外も有視界も分け隔てなく戦える能力が必要である事を示唆した。
現代の戦闘機の戦闘は視界外戦闘により重きをおいており、将来的には視界外戦闘の比率はさらに高まるであろうが、それでも有視界戦闘は発生し得るし、古典的な格闘戦も否定できない。視界外戦闘はあくまでも国家間において高レベルの緊張状態になって初めて発揮される能力であって、平時ないし低強度紛争においては、目視識別なしに問答無用で撃墜することは、まともな国家であればあり得ない。

## 主題にした作品
メディアミックス展開された作品については原作のみを記載する。
ドキュメンタリー
- 『戦闘機・軍用機の歴史と今』シリーズ（ナショナルジオグラフィックチャンネル）
- 『大空中戦の果てに』シリーズ（ナショナルジオグラフィックチャンネル）
- 『ドッグファイト 〜華麗なる空中戦〜』シリーズ（ヒストリーチャンネル）

映画・アニメ映画
- 『BEST GUY』
- 『インデペンデンス・デイ』
- 『紅の豚』
- 『スーパーキャリア／超巨大空母緊急出動』シリーズ
- 『トップガン』
- 『ファイヤーフォックス』
- 『世界の空軍 ドッグファイト』(ドキュメンタリー)

テレビアニメ
- 『マクロスシリーズ』
- 『荒野のコトブキ飛行隊』

漫画・小説
- 『イーグルドライバー』（作：清水としみつ）
  - イーグルドライバー - マンガ図書館Z
- 『エリア88』（作：新谷かおる、小学館）
- 『青空少女隊』（作：清水としみつ）
- 『紅』（作：清水としみつ、少年画報社）
- 『紫電改のタカ』（作：ちばてつや、講談社）
- 『スカイ・クロラシリーズ』（作：森博嗣）
- 『飛空士シリーズ』（著：犬村小六）

ゲームソフト
- 『DGFT』<https://www.vector.co.jp/soft/win95/game/se460916.html>|F-16C対Su-27のバルカン砲対戦に特化したフライトシム。
- 『Microsoft Combat Flight Simulator』シリーズ（マイクロソフト）
- 『YS Flight Simulator』
- 『ナムコ版エースコンバット』シリーズおよび『エアーコンバット』（ナムコ）
- 『システムソフト版エアーコンバット』シリーズ（システムソフト）
- 『エアロダンシング F』以降の『エアロダンシング』シリーズ（セガ）
- 『War_Thunder』

## 関連書籍
- F. M. Cutlack (1941年). “The Australian Flying Corps in the Western and Eastern Theatres of War, 1914–1918”. Official History of Australia in the War of 1914–1918 Volume VIII. Canberra: Australian War Memorial. 2012年10月9日時点のオリジナルよりアーカイブ。
- Hobson, Chris. Vietnam Air Losses, United states Air Force, Navy and Marine Corps Fixed-Wing Aircraft Losses in Southeast Asia 1961-1973. 2001, Midland Publishing.  ISBN 1-85780-1156.
- McCarthy, Donald J. MiG Killers, A Chronology of U.S. Air Victories in Vietnam 1965-1973. 2009, Specialty Press.  ISBN 978-1-58007-136-9.
- Michel III, Marshall L. Clashes, Aircombat Over North Vietnam 1965-1973. 1997, Naval Institute Press.  ISBN 978-1-59114-519-6.
- Shaw, Robert L. (1985). Fighter Combat: Tactics and Maneuvering. Annapolis, MD: Naval Institute Press. ISBN 0-87021-059-9